# Amotz Zahavi

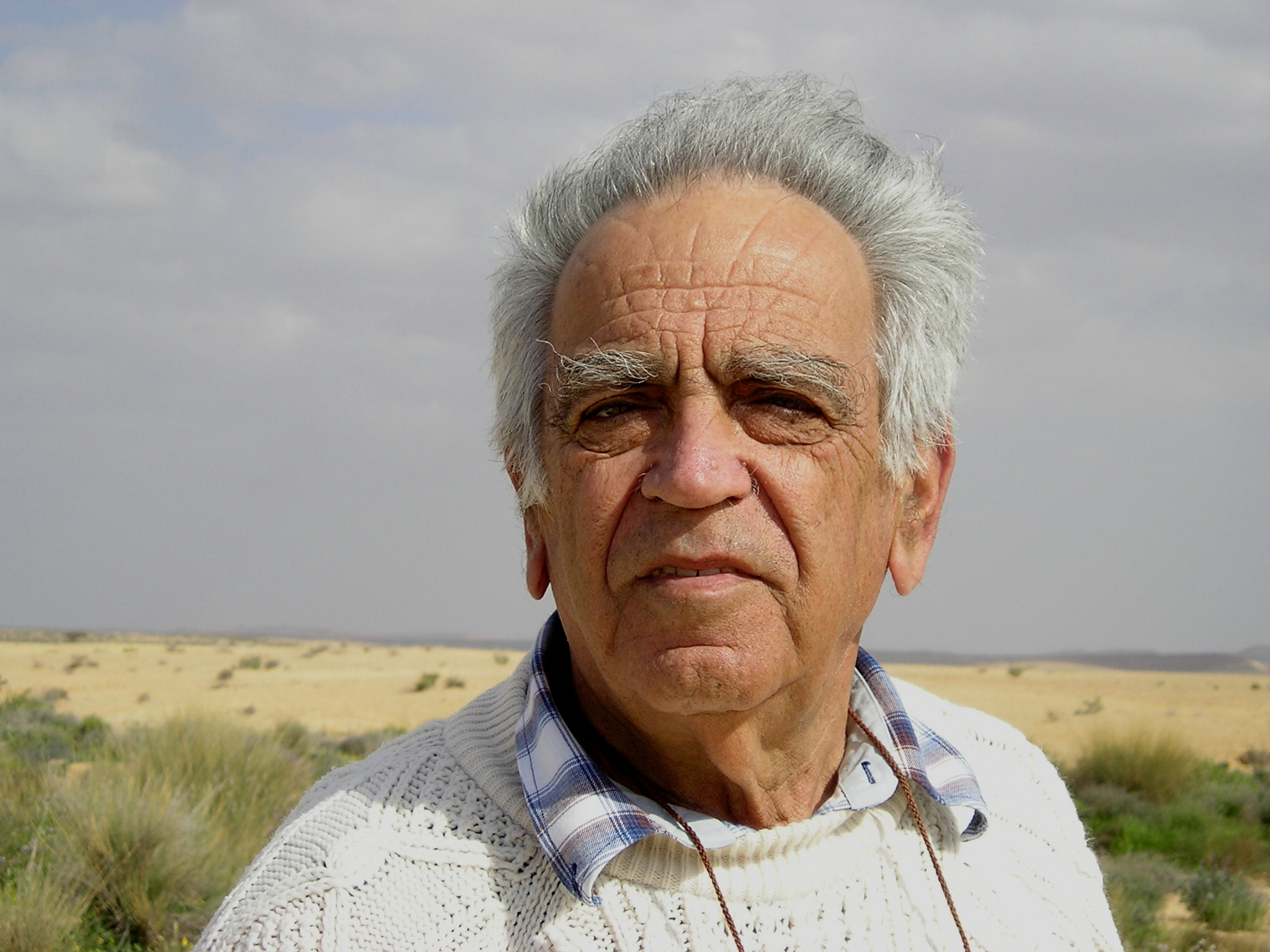
Amotz Zahavi, 2005

Amotz Zahavi (hebräisch אמוץ זהבי; * 1928 in Petach Tikwa, Palästina; † 12. Mai 2017 in Tel Aviv) war ein israelischer Zoologe und Naturschützer. International bekannt wurde er als Soziobiologe und vor allem durch die 1975 aufgestellte Theorie des so genannten Handicap-Prinzips (עיקרון ההכבדה), in der Überlegungen aus der Evolutionsforschung und empirische Befunde aus der Verhaltensforschung verschränkt wurden. Mit Hilfe dieser Theorie konnte er gemeinsam mit seiner Ehefrau Avishag Zahavi erklären, warum sich im Prozess der Evolution Verhaltensweisen und körperliche Merkmale entwickeln konnten, die auf den ersten Blick die Fitness der Individuen zu reduzieren scheinen. Gedeutet wurden solche Merkmale gerade als Ausdruck von Fitness.

## Leben

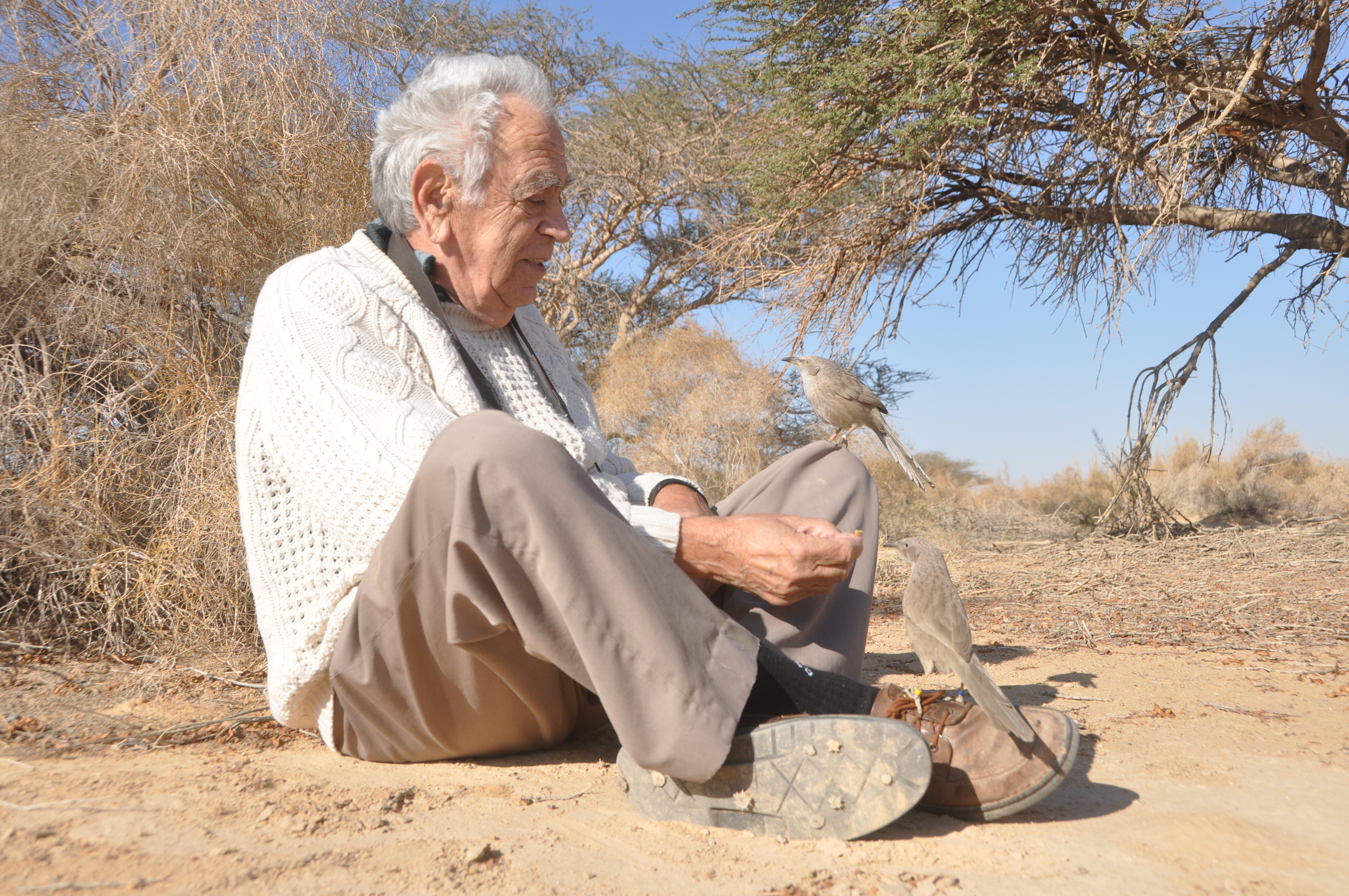
Amotz Zahavi mit Graudrosselhäherlingen, 2011

Von seiner Mutter ist überliefert, dass Amotz Zahavi Vögel bereits beobachtete, als er noch nicht laufen und sprechen konnte. Für seine Abschlussarbeit im Studienfach Zoologie verbrachte er Anfang der 1950er-Jahre drei Brutperioden lang mit ornithologischen Studien in den Huleh-Feuchtgebieten am Jordan. Nach seinem Master-Abschluss (M.Sc.) an der Hebräischen Universität Jerusalem im Jahr 1954 verbrachte er ein Jahr in Oxford (England) bei Niko Tinbergen. Ebenfalls 1954 heiratete er seine Frau Avishag. Seine Studien in den Feuchtgebieten am Jordan veranlassten ihn 1953, gemeinsam mit einigen Freunden die Naturschutzorganisation Society for the Protection of Nature in Israel (SPNI) zu gründen.
Nach seiner Rückkehr aus England verzichtete er einstweilen auf die Fortsetzung seiner akademischen Laufbahn und leitete 15 Jahre lang die SPNI. 1980 wurde der SPNI der Israel-Preis verliehen, die höchste Auszeichnung des Staates für Personen oder Organisationen. Amotz Zahavi und seine beiden Nachfolger im Amt der SPNI-Leitung wurden während der Preisverleihung ausdrücklich für ihr persönliches Engagement gewürdigt.
Erst 1970 schloss Amotz Zahavi seine Doktorarbeit ab, und zwar über das Verhalten von Bachstelzen (Motacilla alba), die in Israel überwintern. Gemeinsam mit Peter Ward entwickelte Zahavi aufgrund seiner Freilandstudien die Theorie, dass die Gruppenbildung bei überwinternden Vögeln dem „Informationsaustausch“ über attraktive Futterquellen dienen. Im Jahr zuvor (1969/70) hatte er erneut ein Jahr in Oxford verbracht, bei David Lack am Edward Grey Institute, und war dabei in eine Kontroverse zwischen Lack und Vero Wynne-Edwards verwickelt worden über Wynne-Edwards Theorie der Gruppenselektion; in deren Verlauf wurde Zahavi zu einem leidenschaftlichen Verfechter der Individualselektion.
Als Professor für Zoologie und Gründungsdirektor am Institute for Nature Conservation Research der Universität Tel Aviv studierte Amotz Zahavi ab 1970 mehr als 30 Jahre lang das Sozialverhalten der Graudrosselhäherlinge (Argya squamiceps, vormals: Turdoides squamiceps, auf Englisch: Arabian Babbler) in der Hatzeva Field Station im Aravatal im Süden Israels. Graudrosselhäherlinge sind Singvögel, die in Gruppen bis etwa 20 Individuen leben, gemeinsam ein Revier verteidigen, gemeinsam ein Nest bauen und die Jungen des ranghöchsten Weibchens gemeinsam versorgen.
Seine Verhaltensbeobachtungen wurden ab 1975 in der von ihm entwickelten Theorie des Handicap-Prinzips gebündelt. Seine theoretischen Überlegungen wurden jahrelang von den Fachkollegen abgelehnt, was zur Folge hatte, dass er seine Forschungsergebnisse zunächst nur unter Schwierigkeiten in den angesehenen Fachzeitschriften publizieren konnte; inzwischen wird seine Theorie jedoch allgemein anerkannt.
Von 1984 bis 1987 war er Leiter der Zoologie der Universität Tel Aviv, und noch im Jahr 2006 war er mit weitergehenden Studien an den Grausdrosslingen befasst. Zusätzlich untersuchte er die Anwendbarkeit des Handicap-Prinzips auf chemische Signale.
2010 erhielt er den mit 60.000 Euro dotierten Internationalen Preis der Fyssen-Stiftung.
Amotz Zahavi hatte mit seiner Frau Avishag zwei Töchter und zwei Enkel.

## Schriften (Auswahl)
- mit Avishag Zahavi: Signale der Verständigung. Das Handicap-Prinzip. Insel Verlag, Frankfurt am Main 1998, ISBN 3-458-16927-X
- Mate selection: A selection for a handicap. In: Journal of Theoretical Biology. Band 53, 1975, S. 205–214.
- mit Peter Ward: The importance of certain assemblages of birds as „information-centers“ for food-finding. In: Ibis. Band 115, 1973, S. 517–534,  Kurzfassung (PDF; 254 kB).
- Reliability in communication systems and the evolution of Altruism. In: B. Stonehouse und C.M. Perrins (Hrsg.): Evolutionary Ecology. Mcmillan Press, London 1977, S. 253–259.
- The cost of honesty (Further remarks on the handicap principle). In: Journal of Theoretical Biology. Band 67, 1977, S. 603–605.
- The testing of a bond. In: Animal Behaviour. Band 25, 1977, S. 246–247.
- Decorative patterns and the evolution of art. In: New Scientist vom 19. Oktober 1978, S. 182–184.
- Arabian babblers: The quest for social status in a cooperative breeder. In: P. B.Stacey und W. D. Koenig (Hrsg.): Cooperative breeding in birds: long term studies of ecology and behaviour. Cambridge, Cambridge University Press 1990, S. 103–130.
- Altruism as a handicap – The limitations of kin selection and reciprocity. In: Avian Biology. Band 26, 1995, S. 1–3.
- Indirect selection and individual selection in sociobiology: My personal views on theories of social behaviour. In: Animal Behaviour. Band 65, 2003, S. 859–863.
- Is group selection necessary to explain social adaptations in microorganisms? In: Heredity. Band 94, 2005, S. 143–144.